# Flavio Ortega
Flavio Ortega (1944, São Paulo-† 6 de febrero de 2007, San Pedro Sula) fue un futbolista y luego entrenador de fútbol nacido en Brasil que se radicó y falleció en Honduras.

## Futbolista
Flavio Ortega fue un futbolista brasileño que llegó a Honduras a finales de la década de los 60's. Militó en los equipos Real Club Deportivo España y el Club Marathón de San Pedro Sula; llegando a convertirse en una pieza importante para ambos clubes.
Anteriormente; Ortega había militado en los clubes brasileños del Portuguesa y Fluminense, así como en Luis Ángel Firpo de El Salvador.
En la temporada 1969-70, Ortega obtuvo el título de máximo goleador individual con el Club Marathón marcando 18 goles.

## Entrenador
Inmediatamente después de su retiro, Flavio Ortega estudió Educación Física en Brasil junto a su esposa Ligia de Ortega, para luego convertirse en entrenador de fútbol.
En su nueva carrera, Flavio se convirtió en uno los entrenadores más importantes de Honduras, al llegar a pelear seis finales, ganando cuatro de ellas.
Además de Honduras, el brasileño Ortega también dirigió en Costa Rica, donde ganó el torneo de la Concacaf con el Club Sport Cartaginés en 1994. En Guatemala; tuvo bajo sus órdenes a los clubes: Municipal y el Deportivo Zacapa, y en Honduras dirigió a la mayoría de los clubes de Liga Nacional de Fútbol de Honduras
En el 2006 mientras se encontraba de entrenador de la selección de fútbol de Honduras de forma interina, Ortega fue llamado por parte de Rafael Ferrari, a llenar la vacante dejada por el entrenador Raúl Martínez Sambulá en el Club Deportivo Olimpia.
En este nuevo reto Flavio llegó a disputar la final de la Copa UNCAF con el humilde equipo de Puntarenas de Costa Rica. El equipo de Flavio fue derrotado por 3-2 en el primer juego, ganó el segundo jugado en Tegucigalpa (1-0), pero perdió la copa en la tanda de penaltis.
Después Ortega se concentró en el campeonato nacional, donde también alcanzó la final, después de dejar en el camino al Club Deportivo Marathón de San Pedro Sula.
En la final; el equipo de Ortega, se enfrentó al Club Deportivo Motagua de Ramón Maradiaga, donde perdió la oportunidad de coronarse campeón; al perder en el partido final, jugado en la ciudad de San Pedro Sula por marcador de 3-1.
Luego de lo sucedido, Flavio Ortega regresó a su cargo interino de la selección nacional; cediéndole el puesto al entrenador Nahúm Espinoza.
El sábado 6 de enero del 2007 mientras se preparaba para tomar de nuevo las riendas de la selección de fútbol de Honduras, Flavio Ortega sufrió una hemorragia cerebral, como producto de un aneurisma; (una debilidad en la pared de una arteria que puede romperse por varias causas).
Anteriormente, el 17 de noviembre de 2005 mientras era entrenador del Club Deportivo Platense; el técnico Ortega, fue hospitalizado, debido a un accidente que sufriera en la carretera que conduce a Puerto Cortés. Este accidente lo mantuvo hospitalizado durante varios días.
El día 6 de febrero de 2007, luego de permanecer en estado de coma por un mes, Flavio Ortega falleció a las 12:25 a. m. en la ciudad de San Pedro Sula.

### Selección nacional
Flavio Ortega fue nombrado entrenador de la Selección de fútbol de Honduras, para la primera Copa de Oro disputada en los Estados Unidos en 1991.
En ese torneo, Flavio llevó a Honduras a disputar la gran final, contra el cuadro Norteamericano.-- En esa ocasión, Honduras al mando de Flavio; perdió la oportunidad de obtener el primer título, al ser derrotados por la vía de los penaltis.
La siguiente participación de Flavio con selecciones nacionales, fue con la selección hondureña Sub-23 en 1992. En esa oportunidad, Honduras disputó el pase a los juegos olímpicos de Barcelona 1992, sin lograr clasificar.
En 2006, Flavio pasó de nuevo a ser entrenador de la selección mayor; de forma interina. En esa oportunidad, el brasileño tuvo la oportunidad de enfrentarse a la selección de Venezuela (0-0) El Salvador (2-1) y a la Guatemala del mundialista colombiano: Hernán Darío Gómez. Los dos partidos fueron ganados por el equipo de Ortega por marcadores de 2-1- y 3-2.
Flavio Ortega, murió convencido de que él podía volver a clasificar a Honduras a un mundial de fútbol, ya que se consideraba "un entrenador exitoso."
| Club                     | País       | Año                 |
| ------------------------ | ---------- | ------------------- |
| Real España              | Honduras   | 1988, 1990          |
| CS Cartaginés            | Costa Rica | 1994                |
| Club Deportivo Municipal | Guatemala  | 2000                |
| Club Deportivo Zacapa    | Guatemala  | ?                   |
| Club Universidad         | Honduras   | 2000                |
| Club Marathón            | Honduras   | 2002                |
| Club Deportivo Platense  | Honduras   | 2005                |
| Club Deportivo Olimpia   | Honduras   | 1995, Apertura 2006 |

## Palmarés

### Campeonatos nacionales
| Título                              | Club                   | País     | Año              |
| ----------------------------------- | ---------------------- | -------- | ---------------- |
| Liga Nacional de Fútbol de Honduras | Real España            | Honduras | 1988             |
| Liga Nacional de Fútbol de Honduras | Real España            | Honduras | 1990             |
| Liga Nacional de Fútbol de Honduras | Club Deportivo Olimpia | Honduras | 1995- 96         |
| Liga Nacional de Fútbol de Honduras | Marathón               | Honduras | 2002-03 Clausura |

### Copas internacionales
| Título                        | Equipo (*)                      | País                   | Año           |      |
| ----------------------------- | ------------------------------- | ---------------------- | ------------- | ---- |
| Subcampeón                    | Selección de fútbol de Honduras | Honduras               | Copa Oro 1991 |      |
| Copa de Clubes de la Concacaf | Club Sport Cartaginés           | Costa Rica             | 1994          |      |
| Subcampeón                    | Copa UNCAF                      | Club Deportivo Olimpia | Honduras      | 2006 |

(*) Incluyendo la selección

### Distinciones individuales
| Distinción      | Año     |
| --------------- | ------- |
| Título de Goleo | 1969-70 |

- Datos: Q5458109